# Born to Do It
Born to Do It é o álbum de estréia do cantor e compositor de Pop/R&B & Soul americano Craig David, lançado em 2000.

## Faixas
1. "Fill Me In"
2. "Can't Be Messing 'Round"
3. "Rendezvous"
4. "7 Days"
5. "Follow Me"
6. "Key to My Heart"
7. "Last Night"
8. "Fill Me In pt.2"
9. "Walking Away"
10. "Time to Party"
11. "Booty Man"
12. "Once in a Lifetime"
13. "You Know What"
14. "Rewind"